# Баярак
Баярак — село в Белозерском районе Курганской области. Административный центр Баяракского сельсовета.

## География
Расположена в 16 км к северо-западу от районного центра села Белозерское.

## Население
| 1989 | 2002 | 2010 |
| ---- | ---- | ---- |
| 565  | ↘384 | ↘272 |